# Fokker D.VII
Fokker D.VII var en tysk jager udviklet og anvendt under den første verdenskrig. Flytypen blev benyttet af blandt andre den amerikanske hærs luftvåben efter krigen.
Da Fokker D.VII viste sig over frontlinjen i 1917, viste den sig hurtigt at være de allierede flyvemaskiner overlegen. Den var designet af Reinhold Platz og blev valgt, bl.a. på anbefaling af Manfred von Richthofen frem for flere andre design, i en konkurrence afholdt begyndelsen af 1918. Ved krigens afslutning var der blevet bygget mere end 1.700 fly, og det blev anset for det bedste tyske 1. verdenskrigs fly.
- Wikimedia Commons har flere filer relateret til Fokker D.VII

| Militær | Spire Denne artikel om militær er en spire som bør udbygges. Du er velkommen til at hjælpe Wikipedia ved at udvide den. |

|  | Infoboks uden skabelon Denne artikel har en infoboks dannet af en tabel eller tilsvarende. |